# Campeonato Africano de Atletismo de 2010 - 200 m feminino
A prova dos 200 metros feminino do Campeonato Africano de Atletismo de 2010 foi disputada entre os dias 31 de julho e 1 de agosto de 2010 em Nairóbi,  no Quênia. 

## Recordes
Antes desta competição, os recordes mundiais e do campeonato nesta prova eram os seguintes:
|                       | Nome                     | Nacionalidade  | Tempo  | Local   | Data                   |
| --------------------- | ------------------------ | -------------- | ------ | ------- | ---------------------- |
| Recorde mundial       | Florence Griffith Joyner | Estados Unidos | 21s 34 | Seul    | 29 de setembro de 1988 |
| Recorde do campeonato | Falilat Ogunkoya         | Nigéria        | 22s 22 | Dakar   | 22 de agosto de 1998   |
| Recorde africano      | Mary Onyali              | Nigéria        | 22s 07 | Zurique | 14 de agosto de 1996   |

## Medalhistas
| Ouro                 | Prata                 | Bronze                         |
| Damola Osayemi (NGR) | Estie Wittstock (RSA) | Perennes Pau Zang Milama (GAB) |

## Cronograma
Todos os horários são locais (UTC+3).
| Data        | Hora  | Evento    |
| ----------- | ----- | --------- |
| 31 de julho | 09:30 | Bateria   |
| 31 de julho | 16:10 | Semifinal |
| 1 de agosto | 14:45 | Final     |

## Resultados

### Bateria
Qualificação: 3 atletas de cada bateria  (Q) mais os 4 melhores qualificados (q).
| Posição | Bateria | Atleta                   | Nacionalidade                  | Tempo | Notas            |
| ------- | ------- | ------------------------ | ------------------------------ | ----- | ---------------- |
| 1       | 1       | Perennes Pau Zang Milama | Gabão                          | 23.88 | Q                |
| 2       | 1       | Damola Osayemi           | Nigéria                        | 24.03 | Q                |
| 3       | 3       | Endurance Abinuwa        | Nigéria                        | 24.03 | Q                |
| 4       | 2       | Estie Wittstock          | África do Sul                  | 24.12 | Q                |
| 5       | 2       | Rachael Nachula          | Zâmbia                         | 24.18 | Q                |
| 6       | 3       | Delphine Atangana        | Camarões                       | 24.24 | Q                |
| 7       | 2       | Justine Bayigga          | Uganda                         | 24.25 | Q                |
| 8       | 1       | Charlotte Mebenga Amombo | Camarões                       | 24.33 | Q                |
| 9       | 1       | Milcent Ndoro            | Quênia                         | 24.47 | q,               |
| 10      | 4       | Carina Horn              | África do Sul                  | 24.67 | Q                |
| 11      | 4       | Fantu Magiso             | Etiópia                        | 24.87 | Q,               |
| 12      | 2       | Nathalie Itok            | Camarões                       | 24.91 | q                |
| 13      | 1       | Mary Jane Vincent        | Ilhas Maurícias                | 24.94 | q                |
| 14      | 4       | Lorène Bazolo            | República do Congo             | 24.95 | Q                |
| 15      | 2       | Catherine Nandi          | Quênia                         | 25.09 | q,               |
| 16      | 3       | Rabecca Nachula          | Zâmbia                         | 25.16 | Q                |
| 17      | 2       | Elodie Pierre Louis      | Ilhas Maurícias                | 25.23 |                  |
| 18      | 4       | Stephanie Guillame       | Ilhas Maurícias                | 25.33 |                  |
| 19      | 3       | Maryline Chelagat        | Quênia                         | 25.38 |                  |
| 20      | 4       | Marie Josée Ta Lou       | Costa do Marfim                | 25.55 |                  |
| 21      | 1       | Natacha Ngoye            | República do Congo             | 25.76 |                  |
| 22      | 3       | Ndzinisa Phumlile        | Essuatíni                      | 26.27 |                  |
| 23      | 2       | Hubtama Ali              | Etiópia                        | 26.66 |                  |
| 24      | 3       | Sophie Kanakuze          | Ruanda                         | 26.76 | Recorde nacional |
| 25      | 2       | Sahara Mbweti            | República Democrática do Congo | 27.20 |                  |
| 26      | 4       | Carla Makonga            | República Democrática do Congo | 28.13 |                  |
| 99 !    | 1       | Merlin Bernice Diamond   | Namíbia                        | DNS   |                  |
| 99 !    | 1       | Suzen Tengatenga         | Malawi                         | DNS   |                  |
| 99 !    | 3       | Tjipekapora Herunga      | Namíbia                        | DNS   |                  |
| 99 !    | 3       | Nthompe Seonyatseng      | Botswana                       | DNS   |                  |
| 99 !    | 4       | Mildred Gamba            | Uganda                         | DNS   |                  |
| 99 !    | 4       | Blessing Okagbare        | Nigéria                        | DNS   |                  |

### Semifinal
Qualificação: 3 atletas de cada bateria  (Q) mais os  2 melhores qualificados (q). 
| Posição | Bateria | Atleta                   | Nacionalidade      | Tempo | Notas            |
| ------- | ------- | ------------------------ | ------------------ | ----- | ---------------- |
| 1       | 1       | Damola Osayemi           | Nigéria            | 23.31 | Q, SB            |
| 2       | 1       | Perennes Pau Zang Milama | Gabão              | 23.54 | Q,               |
| 3       | 2       | Estie Wittstock          | África do Sul      | 23.59 | Q,               |
| 4       | 2       | Delphine Atangana        | Camarões           | 23.61 | Q                |
| 5       | 1       | Justine Bayigga          | Uganda             | 23.69 | Q                |
| 6       | 1       | Carina Horn              | África do Sul      | 23.88 | q                |
| 7       | 2       | Endurance Abinuwa        | Nigéria            | 23.93 | Q                |
| 8       | 2       | Rachael Nachula          | Zâmbia             | 24.09 | q                |
| 9       | 2       | Charlotte Mebenga Amombo | Camarões           | 24.35 |                  |
| 10      | 1       | Fantu Magiso             | Etiópia            | 24.45 | Recorde nacional |
| 11      | 2       | Mary Jane Vincent        | Ilhas Maurícias    | 24.58 |                  |
| 12      | 2       | Lorène Bazolo            | República do Congo | 24.61 | Recorde nacional |
| 13      | 1       | Rabecca Nachula          | Zâmbia             | 24.66 |                  |
| 14      | 1       | Nathalie Itok            | Camarões           | 24.73 |                  |
| 15      | 1       | Catherine Nandi          | Quênia             | 24.80 |                  |
| 99 !    | 2       | Milcent Ndoro            | Quênia             | DNS   |                  |

### Final
| Posição           | Raia | Atleta                   | Nacionalidade | Tempo | Notas                |
| ----------------- | ---- | ------------------------ | ------------- | ----- | -------------------- |
| Medalha de ouro   | 5    | Damola Osayemi           | Nigéria       | 23.36 | Recorde da temporada |
| Medalha de prata  | 4    | Estie Wittstock          | África do Sul | 23.50 | Recorde da temporada |
| Medalha de bronze | 6    | Perennes Pau Zang Milama | Gabão         | 23.59 |                      |
| 4                 | 3    | Delphine Atangana        | Camarões      | 23.70 |                      |
| 5                 | 8    | Endurance Abinuwa        | Nigéria       | 23.73 | Recorde da temporada |
| 6                 | 7    | Justine Bayigga          | Uganda        | 23.79 |                      |
| 7                 | 2    | Carina Horn              | África do Sul | 24.04 |                      |
| 8                 | 1    | Rachael Nachula          | Zâmbia        | 24.18 |                      |

Legenda
| Recorde mundial       | Recorde mundial (World record)               |                       | Recorde africano                      | Recorde africano (African) |                                           | Q | Classificado por posição (Qualified) |
| Recorde do campeonato | Recorde do campeonato (Championship record)  | Recorde da América    | Recorde da América (Americas)         | q                          | Classificado por melhor tempo (Qualified) |   |                                      |
| Melhor marca do ano   | Melhor marca do ano (World leading)          | Recorde asiático      | Recorde asiático (Asian)              | DNS                        | Não largou (Did not start)                |   |                                      |
| Recorde nacional      | Recorde nacional (National record)           | Recorde europeu       | Recorde europeu (European)            | DNF                        | Não terminou (Did not finish)             |   |                                      |
| Recorde pessoal       | Recorde pessoal do atleta (Personal best)    | Recorde da Oceania    | Recorde da Oceania (Oceania)          | DSQ / DQ                   | Desclassificado (Disqualified)            |   |                                      |
| Recorde da temporada  | Recorde da temporada do atleta (Season best) | Recorde sul-americano | Recorde sul-americano (South America) | NM                         | Sem marca (No mark)                       |   |                                      |